# 朔州 (北魏)
朔州，中国南北朝时设置的州。
北魏魏太武帝置朔州，治盛乐城（今内蒙古和林格尔西北土城子）。辖境约今内蒙古自治区呼和浩特市、鄂尔多斯市东胜区及和林格尔县、清水河县、托克托县等县，准格尔旗、达拉特旗、杭锦旗等地。下辖盛乐郡、云中郡、建安郡、真兴郡。正光五年（524年）改为云州，之后寄治山西省吕梁市文水县刘胡兰镇云周村。
北魏朔州刺史
- 司马楚之（444年－464年）
- 司马金龙（464年－478年）
- 司马跃（480年－488年）
- 于染干（489年）
- 暴喟（太和年间）
- 于杲（492年）
- 元颐（493年－496年）
- 侯莫陈斛古提（太和末年）
- 楼禀（504年）
- 元琛（正始年间）
- 杨椿（511年－514年）
- 高植（514年－515年）
- 慕容契（515年－516年）
- 李叔仁（520年－522年）
- 娄宝（523年）
- 费穆（524年－526年）
- 尔朱度律（528年－529年）